# Stanisław Oziewicz
Stanisław Oziewicz (ur. 5 stycznia 1880 w Łyngmianach, zm. 3 maja 1936) – pułkownik piechoty Wojska Polskiego, kawaler Orderu Virtuti Militari.

## Życiorys
Urodził się 5 stycznia 1880 w majątku Łyngmiany, w ówczesnym powiecie święciańskim guberni wileńskiej, w rodzinie Adolfa (1856–1911), urzędnika magistratu wileńskiego, i Emilli ze Szkleników (1852–1934). Miał czterech braci i pięć sióstr, a wśród nich Władysława (1877–1931), podpułkownika piechoty Wojska Polskiego, odznaczonego Krzyżem Walecznych oraz rosyjskim Orderem Świętego Włodzimierza 4 stopnia z mieczami i kokardą. Był kuzynem Ignacego Oziewicza, pułkownika piechoty Wojska Polskiego.
W 1900, po złożeniu egzaminu z zakresu czterech klas w Orłowskim Korpusie Kadetów, wstąpił jako wolontariusz do 143 Dorohobuskiego Pułku Piechoty, należącego do rosyjskiej 36 Dywizji Piechoty. W 1901, po złożeniu egzaminu wstępnego z zakresu sześciu klas gimnazjum, został przyjęty do Kazańskiej Szkoły Junkrów Piechoty. 9 sierpnia 1904, po ukończeniu szkoły, został mianowany podporucznikiem ze starszeństwem z 10 sierpnia 1903 i wcielony do 134 teodozyjskiego pułku piechoty, należącego do 34 Dywizji Piechoty. W latach 1905–1905 jako oficer 36 orłowskiego pułku piechoty walczył na wojnie rosyjsko-japońskiej. W 1907 na własną prośbę został przeniesiony do 108 saratowskiego pułku piechoty w Wilnie. W szeregach tego oddziału, w stopniu sztabskapitana, walczył na froncie wschodnim I wojny światowej. Wyróżnił się 21 września 1914 w walce nad rzeką Szyrwinta za co później został uhonorowany Bronią Świętego Jerzego i awansował na kapitana. W październiku tego roku został kontuzjowany. 3 lutego 1915 w Puszczy Augustowskiej pod wsią Macharce został ciężko ranny, a pięć dni później dostał się do niewoli niemieckiej (627 żołnierzy poległych w czasie walk spoczywa na cmentarzu wojennym w Macharcach). W 1918, po zwolnieniu z niewoli, wrócił do Wilna.
Od 1 listopada 1918 działał w Samoobronie Wileńskiej. 5 stycznia 1919 wstapił do formujacego się pułku strzelców wileńskich, w którym objął dowództwo 3. kompanii. W marcu 1919 na jej czele wyruszył na front przeciwko bolszewikom. W drugiej połowie tego roku z rozkazu generała Stanisława Szeptyckiego objął dowództwo batalionu zapasowego mińskiego pułku strzelców, a po jego rozformowaniu został przydzielony na stanowisko zastępcy dowódcy 86 pułku piechoty. Następnie został przeniesiony na takie samo stanowisko do 85 pułku piechoty. 3 maja 1922 został zweryfikowany w stopniu podpułkownika ze starszeństwem od 1 czerwca 1919 i 147. lokatą w korpusie oficerów piechoty. W lipcu tego roku, po ukończeniu kursu dowódców batalionów w Rembertowie, został przeniesiony do 66 pułku piechoty w Chełmnie na stanowisko zastępcy dowódcy pułku. W marcu 1927 został przeniesiony do 28 pułku piechoty w Łodzi na stanowisko dowódcy pułku. 1 stycznia 1928 prezydent RP nadał mu z dniem 1 stycznia 1928 stopień pułkownika w korpusie oficerów piechoty i 7. lokatą. W tym samym roku ukończył kurs dowódców pułków w Rembertowie. W lutym 1929 został przeniesiony do 84 pułku piechoty w Pińsku na stanowisko dowódcy pułku. Z dniem 28 lutego 1930 został przeniesiony w stan spoczynku.
W czerwcu 1933 był zatrudniony w Kasie Chorych w Wilnie, w charakterze pracownika umysłowego. W tym czasie w Postawach z ramienia Federacji Polskich Związków Obrońców Ojczyzny pełnił funkcję dowódcy batalionu rezerwowego. W 1934, jako oficer stanu spoczynku pozostawał w ewidencji Powiatowej Komendy Uzupełnień Wilno Miasto. Posiadał przydział do Oficerskiej Kadry Okręgowej Nr III. Był wówczas „przewidziany do użycia w czasie wojny”. Zmarł 3 maja 1936.
Był żonaty ze Stanisławą z Palaczyńskich (1906–1986), z którą miał córkę Reginę (ur. 1924) i syna Kazimierza (1926–1993), żołnierza Armii Krajowej, architekta.

## Ordery i odznaczenia
- Krzyż Srebrny Orderu Wojskowego Virtuti Militari nr 4150[28][29]
- Złota Broń Świętego Jerzego – 18 marca 1915[9]
- Order Świętego Stanisława 2 stopnia z mieczami i kokardą – 3 czerwca 1916[9]
- Order Świętej Anny 3 stopnia z mieczami i kokardą – 18 lutego 1915[9]
- Order Świętej Anny 4 stopnia z napisem na szabli „Za odwagę” – 5 października 1914[9]

12 czerwca 1935 Komitet Krzyża i Medalu Niepodległości odrzucił wniosek o nadanie mu tego odznaczenia „z powodu braku pracy niepodległościowej”.